# Елогіст
Елогіст — це одне з джерел П'ятикнижжя, описане в Документарній гіпотезі. Його назва походить від терміну, який використовується в ньому для позначення Бога — Елогім.
З кінця 19-го століття вчені вважали, що Елогіст був зкомпонований в північній частині Ізраїлю близько 850 р. до н. е., об'єднаний з Ягвістом у форму JE близько 750 р. до н. е., і, нарешті, включений в П'ятикнижжя близько 400 р. до нашої ери. Елогіст містить у собі місію Авраама принести в жертву Ісака, Йосипа як тлумача снів, Мойсеєве накликання бід над Єгиптом, Аарона та золотого тільця, кодекс заповіту.
Центральною темою оповідань Елогіста є заповіт бога з Мойсеєм. Згідно з оповіданнями Елогіста ім'я бога Ягве було невідоме до зустрічі Мойсея з Богом на горі Хорив. Тому в цих оповіданнях, які передують цій події, бог названих загальним словом Елогім, а після зустрічі Мойсея з богом — Ягве. Ці оповідання написані після оповідань Ягвіста, автори якого про Мойсеєве одкровення нічого не знали, тому використовували ім'я бога Ягве з самого початку.